# Exocentrus nigronotatus
Exocentrus nigronotatus là một loài bọ cánh cứng trong họ Cerambycidae.